# Lautarchiv der Humboldt-Universität zu Berlin
Das Lautarchiv der Humboldt-Universität zu Berlin (auch bekannt als „Berliner Lautarchiv“) ist eine Sammlung von Tondokumenten.

## Geschichte
Das Berliner Lautarchiv wurde am 1. April 1920 auf Initiative des Sprachwissenschaftlers Wilhelm Doegen gegründet. Den Grundstock der Sammlung bildeten die überwiegend 1915 bis 1918 unter der Leitung von Doegen entstandenen Aufzeichnungen der „Königlich Preußischen Phonographischen Kommission“.

„Das Lautarchiv verfügt heute über eine akustische Sammlung in Form von ca. 7500 Schellackplatten, darüber hinaus über Phonographenwalzen, Tonbänder, Gelatine- und Aluminiumplatten, die vornehmlich eine Vielzahl von Sprachen und Mundarten sowie Stimmportraits berühmter Persönlichkeiten des Deutschen Kaiserreichs und der Weimarer Republik dokumentieren. Zudem befinden sich schriftliches und fotografisches Dokumentationsmaterial und historische Geräte zur Schallaufzeichnung und -Wiedergabe im Lautarchiv.“

1990 wurde die Sammlung vom Phonetiker Dieter Mehnert gesichtet und neu strukturiert. Ebenso wurden Sicherheitskopien angefertigt.
Die Sammlung fand nach Digitalisierung der Kernbestände Eingang in der Datenbank „Kabinette des Wissens“. Das Lautarchiv ist im Sommer 2022 als einzige Sammlung der Humboldt-Universität in das Humboldt Forum umgezogen.